# Čertův kámen (Raduň)
Čertův kámen je bludný balvan v Raduni v okrese Opava v Přírodním parku Moravice v pohoří Vítkovská vrchovina v Moravskoslezském kraji a v Horním Slezsku.

## Historie a popis
Čertův kámen se nachází v údolí na levém břehu potoka Raduňka u rybníka Kameník. Bludný granitový balvan byl na místo dopraven kontinentálním ledovcem v době ledové. Balvan byl ukraden v říjnu 2021, nalezen u novojíčínského sběratele, který si jej odvezl, a v květnu 2022 byl opět umístěn na původní místo. Ukradený balvan se podařilo vypátrat díky pomoci občanů a policie. Balvan je zapsaný v katastru nemovitostí a zakreslen v mapách.

## Legenda
K bludnému balvanu se tradičně vztahuje legenda o čertovi, který se vsadil, že postaví raduňský zámek dřív, než kohout zakokrhá. Čert sázku prohrál a při útěku zpět do pekla odhodil právě nesený kámen, který tak je na místě dosud.

## Další informace
Kolem Čertova kamene vede naučná stezka Památce amerických letců.